# Concours hippique

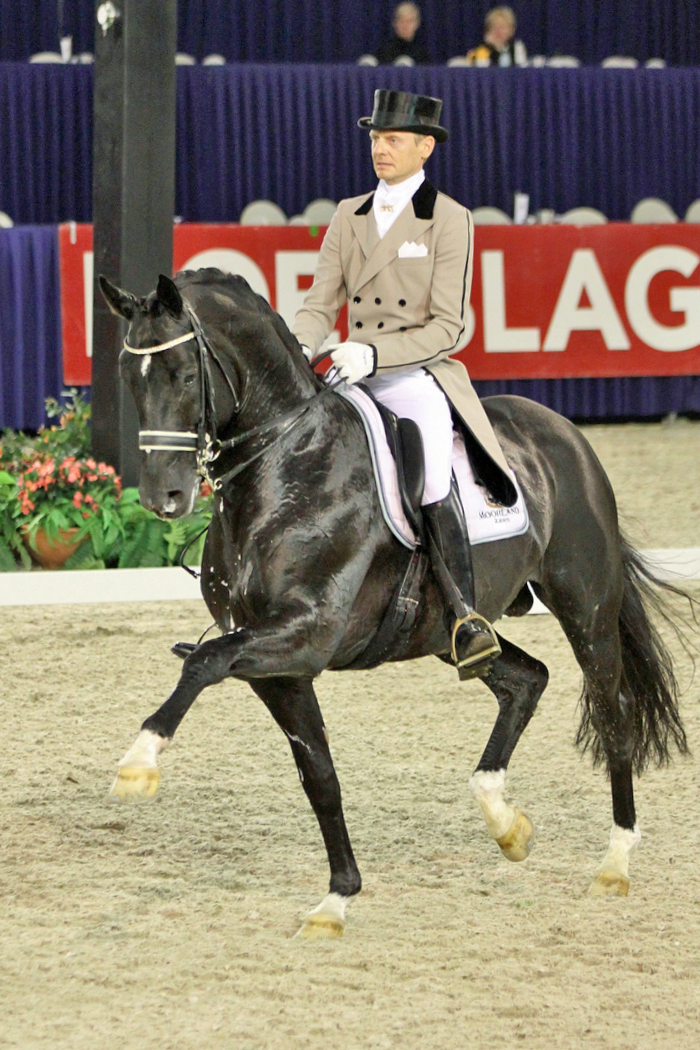
Edward Gal met Totilas tijdens het Noordelijk Internationaal Concours hippique in Assen

Een concours hippique is een wedstrijdevenement binnen de paardensport. Het bestaat meestal uit meerdere onderdelen zoals springen, dressuur en wedstrijden of shows met tuigpaarden. Soms komt ook de samengestelde wedstrijd van de mensport aan bod.
Er kunnen ook drafwedstrijden en keuringen aan verbonden zijn. Veelal worden in de pauzes publieksdemonstraties gegeven van verschillende andere facetten van het werken met paarden of met dieren in het algemeen.
Meerdere plaatsen in Nederland organiseren een jaarlijks terugkerend concours hippique, dat in sommige gevallen op een traditie van meer dan honderd jaar kan terugkijken. Het oudste concours hippique in Nederland vond plaats op het sportterrein de 'Wageningsche Berg' in Wageningen in 1898. Dit concours werd in 1946 verplaatst naar Landgoed Hoekelum waar het als 'Concours Hippique Bennekom' voortleeft.
Een concours hippique dat in een overdekte hal of manege wordt gereden noemt men een 'indoor concours'.

## Voorbeelden Nederland
- CHIO Rotterdam
- Indoor Brabant
- Jumping Amsterdam
- Masters Springen Zweeloo
- Noordelijk Internationaal Concours hippique
- Outdoor Brabant
- Internationaal Concours Hippique Eindhoven